# كامل ياسين رشيد
كامل ياسين رشيد الناصري هو سياسي عراقي وعضو سابق في القيادة القطرية لحزب البعث العربي الاشتراكي في العراق نائب أمين سر المكتب العسكري للحزب، ولد في تكريت سنة 1935 وتوفي سنة 1996. وهو زوج بنت أحمد حسن البكر الثانية.
كان أحد أفراد الجهاز السري لحزب البعث والذي يحمل اسم «جهاز حنين» والذي أجبر عبد الرزاق النايف على الاستقالة من رئاسة الوزراء في 30 تموز 1968.
كامل ياسين رشيد من أقارب صدام حسين، وقد شغل منصب محافظ ديالى، وشغل منصب وزير الحكم المحلي في الثمانينات.
أخوه أرشد ياسين كان من مرافقي صدام المعروفين.